# Денні Еверетт
Денні Еверетт (англ. Danny Everett; нар. 1 листопада 1966, Ван-Алстін, Техас, США) — американський легкоатлет, що спеціалізується на спринті, олімпійський чемпіон та бронзовий призер Олімпійських ігор 1988 року, чемпіон світу.

## Кар'єра
| Рік             | Змагання         | Місто                | Місце           | Дисципліна            | Примітки        |
| Представник США | Представник США  | Представник США      | Представник США | Представник США       | Представник США |
| --------------- | ---------------- | -------------------- | --------------- | --------------------- | --------------- |
| 1987            | Чемпіонат світу  | Рим, Італія          | 1               | естафета 4×400 метрів | 2:57.29         |
| 1988            | Олімпійські ігри | Сеул, Південна Корея | 3               | біг на 400 метрів     | 44.09           |
| 1988            | Олімпійські ігри | Сеул, Південна Корея | 1               | естафета 4×400 метрів | 2:56.16         |
| 1991            | Чемпіонат світу  | Токіо, Японія        | 3               | біг на 400 метрів     | 44.63           |
| 1991            | Чемпіонат світу  | Токіо, Японія        | 2               | естафета 4×400 метрів | 2:57.57         |
| 1992            | Олімпійські ігри | Барселона, Іспанія   | 8 (півфінали)   | біг на 400 метрів     | 56.61           |